# María la O
María la O es una zarzuela o sainete lírico estructurado en un único acto, cuya música fue compuesta por Ernesto Lecuona. El libreto es obra de Gustavo Sánchez Galarraga. Se estrenó el 1 de marzo de 1930 en el Teatro Payret de La Habana. 

## Historia
Lecuona comenzó a trabajar sobre María la O con la idea de convertir la novela Cecilia Valdés de Cirilo Villaverde en una obra musical para la escena. Sin embargo, los herederos de Villaverde se negaron a cederle los derechos para adaptar la novela. Entonces con la ayuda del libretista Galarraga hicieron los cambios pertinentes al texto para rescatar en lo posible el trabajo previo de Lecuona.
La primera representación tuvo lugar el 1 de marzo de 1930 en el Teatro Payret de La Habana. El elenco original que interpretó a los personajes principales el día del estreno contaba con Conchita Bañuls como María la O, Miguel de Grandy como el Niño Fernando, Julio Gallo como José Inocente y Natalia Gentil en el papel de la Niña Tula.

## Libreto

### Personajes
- María la O: (soprano)
- Niño Fernando: (tenor)

Caridad Almendares
- José Inocente: (barítono)
- Rey del Cabildo: (tenor)
- Chancletera: (soprano)

### Argumento
La acción se desarrolla en La Habana. La protagonista de la obra es María la O, una bella mulata que tiene varios pretendientes. Entre ellos se encuentran el aristócrata español Fernando de Alcázar, conocido como el Niño Fernando, el industrial español Santiago Mariño y José Inocente. Este último es un nativo que ha jurado matar a aquel que haga daño a su amada. María la O se enamora de Fernando sin saber que él está prometido con la Niña Tula, que es la hija del Marqués del Palmar. Finalmente el Niño Fernando se casa con la Niña Tula. José Inocente  mata a Fernando. Conforme a otra versión José Inocente  quiere matar al Niño Fernando pero María la O le detiene porque va a tener un hijo de Fernando y no quiere ver muerto al padre de su hijo.

### Discografía
- 1956 Zafiro - Orquesta de Cámara de Madrid y Coros de Radio Nacional de España, dir. Félix Guerrero. Solistas: Dolores Pérez, Luisa de Córdoba, Luis Sagi Vela, José Granados y Maño López.
- 1995 Egren - Orquesta Sinfónica Nacional de Cuba y Coro del Estudio Lírico de las Artes Escénicas, dir. Gonzalo Romeu y dir. coro Zenaida Castro Romeu. Solistas: Alina Sánchez, Rodolfo Chacón, Jorge Ryan.